# 권오승
권오승(權五乘, 1950년 1월 2일~)은 대한민국의 법학자이다.

## 생애
서울대학교 법학 학사, 석사, 박사를 거쳐 경희대학교 교수(1980년 ~ 1992년)로 지냈으며 1992년부터 현재까지 서울대학교 법과대학 교수로 재직 중이다. 전공은 경제법이다.
공정거래연구소 연구위원, 제4기 공정거래위원회 경쟁정책자문위원회, 아시아법연구소 소장직 등을 역임했으며 2006년 3월 공정거래위원장에 임명되어 2008년까지 재직하였다. 이후 2010년부터 KCC의 사외이사를 맡고 있다.